# Тырзиены
Тырзиены, Тырзиень (рум. Tîrzieni) — село в Оргеевском районе Молдавии. Наряду с селом Малаешты входит в состав коммуны Малаешты.

## География
Село расположено на высоте 42 метров над уровнем моря.

## Население
По данным переписи населения 2004 года, в селе Тырзиень проживает 312 человек (150 мужчин, 162 женщины).
Этнический состав села:
| Национальность | Число жителей | Процентный состав |
| -------------- | ------------- | ----------------- |
| молдаване      | 308           | 98,72             |
| румыны         | 2             | 0,64              |
| украинцы       | 1             | 0,32              |
| русские        | 1             | 0,32              |
| Всего          | 312           | 100 %             |